# Eltendorf
Eltendorf (węg. Ókörtvélyes) – gmina w Austrii, w kraju związkowym Burgenland, w powiecie Jennersdorf. Liczy 970 mieszkańców (1 stycznia 2014).

## Współpraca
Miejscowość partnerska:
- Zahling – dzielnica Obergriesbach, Niemcy (kontakty utrzymuje miejscowość Zahling)